# うねめ通り
うねめ通り（うねめどおり）は、福島県郡山市を通る幹線道路である。

## 概要
郡山市街地を東西に貫く幹線道路であり、桑野三丁目交差点（国道49号交点）から西側は福島県道142号河内郡山線に、東側は郡山市道1-35号若葉桑野線に、また、若葉町（福島県道296号荒井郡山線　福島県道57号郡山大越線交点）から西へ200mほどの区間は福島県道296号荒井郡山線に指定されている。
郡山市が太平洋戦争中に、軍都として誘致した軍事基地の相互連絡用途として「安積橋・上亀田線」を敷設したことに発祥する。終戦後は未舗装のまま長年放置されていたが、1975年（昭和50年）に太田西ノ内病院が開院し、後に福島放送、ゼビオ本社、イトーヨーカドー郡山店、アメリカ村アークなどが建設されて沿線が市街地化し、市内を通過する大通りとして市民に定着した。
市民は「軍用道路」と俗称していたが。1981年（昭和56年）に郡山商工会議所が市内主要道路の通称として、当区間は「うねめ通り」、ほかに旧国道4号郡山市中心部区間は「昭和通り」、郡山総合体育館前内環状線は「すずかけ通り」などを制定するも定着せず、「うねめ通り」だけが定着している。
今後、一部の区間で電線地中化が予定されている。

## 交差する道路
- 福島県道57号郡山大越線・福島県道296号荒井郡山線（通称昭和通り・旧国道4号、若葉町交差点）
- 福島県道296号荒井郡山線（若葉町　前述の若葉町交差点の200m西の別な交差点である）
- 内環状線（並木一丁目交差点）
- 国道49号（桑野三丁目交差点）
- 国道4号郡山バイパス（上亀田交差点）
- コスモス通り

## 沿線
- セブン-イレブン
- 若葉ファッションモール
- せせらぎこみち
- 太田西ノ内病院
- イトーヨーカ堂郡山店・西部プラザ
- ゼビオ本社
- 福島放送
- ヨークベニマル桑野店
- ビバホーム桑野店
- 郡山ビッグハート（旧・国立郡山病院）